# Caoses
Caoses (em árabe: کیوس; romaniz.: Kayus; em persa: کاووس; romaniz.: Kawus), erroneamente conhecido por João Malalas como Perozes e talvez identificável com o Ptasuardas de Teófanes, o Confessor, foi um nobre sassânida do começo do século VI. Sob o reinado de seu pai, foi nomeado governador do Tabaristão com o título de xá de Padiscuargar (Padishkhwargar Shah).

## Biografia
Caoses era o filho mais velho do xá Cavades I e talvez filho de Sambice, a irmã e também esposa do rei. Segundo a História do Tabaristão de ibne Isfandiar, ele foi nomeado por seu pai como governante do país em sucessão da família de Zusnasfes (Jushnasp). A data de sua nomeação, entretanto, é incerta, pois dependente da cronologia adotada para determinar o início do reinado de Cavades; caso Cavades assumiu o 'trono aos trinta, Caoses foi nomeado durante seu primeiro reinado (488–496), porém, caso assumiu mais jovem, a nomeação ocorreu durante o segundo reinado (499–531). Seu governo no Tabaristão é confirmado por outras fontes. Teófanes, o Confessor (que menciona-o como Ptasuardas/Ptasuarsan, o que para Pourshariati significa uma tradução de seu título), por exemplo, cita-o em sua Cronografia nos anos de 520/521 e 523/524, colocando assim sua ascensão ao poder na segunda metade do reinado de seu pai.
É provável que a chegada de Caoses no Tabaristão acabou com a situação turbulenta do país. Durante este período, a partir de sua base, Caoses também ajudou Cavades em sua expulsão dos turcos que haviam invadido o Coração. Após a morte de Cavades, o grão-cã dos turcos invadiu a Pérsia novamente e seu irmão, Cosroes I (r. 531–579), pediu-lhe ajuda. Segundo ibne Isfandiar, Caoses derrotou o grão-cã e colocou em seu lugar um de seus parentes chamado Hoxangue. Depois, atacou Gásni, colocou um representante seu lá e retornou ao Tabaristão com os carajes (impostos) do Turquistão e Índia e grande quantidade de butim. Ainda segundo autor, ao retornar, Caoses reclamou o trono de Cosroes por ser o filho mais velho do falecido rei. Cosroes recusou-se, alegando que, dentre outros, os mobades (sumo-sacerdotes zoroastristas) confirmaram-o no trono.
Procópio, por exemplo, relata os eventos que levaram Cavades e a nobreza persa a ignorarem Caoses como sucessor ao trono em detrimento de Cosroes. De acordo com ele, quando Cavades ficou seriamente doente e temeroso que após sua morte os persas fariam forte tentativa de desfazer algumas das coisas que havia decidido, o rei consultou-se com um de seus mais próximos parceiros dinásticos, Mebodes, que aconselhou-o a escrever um testamento nomeando seu sucessor. Em posse desse documento, Mebodes pôs-se contra a tentativa de Caoses de reclamar o trono, alegando que "ninguém pode assumir o poder real por iniciativa própria, mas por voto dos notáveis persas". Caoses reuniu um exército e marchou contra Ctesifonte para confrontar seu irmão, mas no processo foi derrotado e capturado. Em cativeiro, Cosroes reuniu os mabodes e sugeriu que ele pedisse penitência e confessasse seus crimes de modo a ser libertado, porém ele respondeu que preferia a morte à humilhação de confessar seus pecados.
Como enaltece Pourshariati, a narrativa de Caoses na versão de ibne Isfandiar começa com o aparecimento de Masdaces e sua seita, o que possibilidade se aventar a teoria de que Caoses, se não mazdaquista, era um simpatizante. Teófanes explicitamente afirma que Caoses era maniqueísta e que ele foi utilizado por seu pai — sob promessa de ser nomeado sucessor — para atrair os maniqueístas numa audiência durante a qual foram todos massacrados. Se admitido que Caoses simpatizava com o mazdaquismo, deve-se então assumir que esta heresia foi tolerada no Tabaristão durante seu reinado.